# بوبي هولكومب
بوبي هولكومب (بالإنجليزية: Bobby Holcomb)‏ هو ملحن ومغني ورسام وفنان أمريكي، ولد في 25 سبتمبر 1947 في هونولولو في الولايات المتحدة، وتوفي في 15 فبراير 1991 في هواهاين في فرنسا.

## وصلات خارجية
- بوبي هولكومب على موقع ميوزك برينز (الإنجليزية)
- بوبي هولكومب على موقع أول ميوزيك (الإنجليزية)
- بوبي هولكومب على موقع ديسكوغز (الإنجليزية)

- الموقع الرسمي